# Хабібі (азербайджанський поет)
Хабібі (азерб. Həbibi, حبیبی) — азербайджанський поет кінця XV — початку XVI століття, писав рідною азербайджанською мовою. Хабібі — псевдонім поета, справжнє ім'я невідоме. Вважається одним з великих поетів свого часу.

## Життєпис
Народився близько 1470 року в селі Баргюшад (нині Уджарський район Азербайджану). За іншою версією Хабібі був родом з Геокчая. В юності був пастухом. Виховувався при дворі правителя Султана-Якуба, а після його смерті жив при дворі шаха Ісмаїла Хатаї і носив титул «царя поетів» («мелік аш-шуара»). Останні роки життя провів у Туреччині.
Помер 1520 року.

## Творчість
Хабібі є автором газелей світського, гуманістичного змісту. Їх вирізняє свіжість образів, емоційність і карбованість поетичного слова. Відомо близько 40 його творів. Хабібі вважається високоосвіченою для свого часу людиною. Він продовжував традиції Насімі, чия лірична поезія та ідеї мали великий вплив на поета. Хабібі також справив значний вплив на розвиток азербайджанської поезії і творчість таких поетів, як Фізулі та ін.